# Africa Mia, la fabuleuse histoire des Maravillas de Mali
Pour plus de détails, voir Fiche technique et Distribution.
Africa Mia est un film documentaire français réalisé par Richard Minier et Édouard Salier, sorti en 2020. 
Ce documentaire retrace le parcours du groupe Las Maravillas de Mali et de ses membres. Le film sort sorti en 2020 en France et est accompagné d’un album des Maravillas de Mali enregistré pour l’occasion.

## Synopsis
Le documentaire Africa Mia est centré autour des rencontres entre le réalisateur Richard Minier et les membres du groupe Las Maravillas de Mali. Le premier contact avec les membres du groupe a lieu en 1999, par hasard, à Bamako, lors d’un voyage de Richard Minier. Le réalisateur découvre alors l’histoire du groupe et rencontre les membres encore vivants et présents au Mali. Pendant plus de 15 ans, les réalisateurs se rendent au Mali et à Cuba pour retracer l’histoire du groupe et de leur entourage. Ils tentent de réunir les membres pour jouer à nouveau ensemble, mais ceux restés au Mali meurent au fil des années. En 2015, il ne reste que Boncana Maïga, qui avait quitté le Mali pour faire une carrière solo. Les réalisateurs organisent un voyage à Cuba pour y enregistrer un album. Lors de ce voyage, ils retrouvent des musiciens et amis du groupe rencontrés dans les années 1960, ainsi que des enfants et des ex-épouses de certains membres des Maravillas de Mali.
Lors de ces rencontres, on apprend que les membres du groupe ont été sélectionnés puis envoyés en 1964 à Cuba par le gouvernement malien pour perfectionner leur maîtrise de la musique dans le cadre d’un rapprochement politique entre les deux pays socialistes. A Cuba ils rencontrent et jouent pour Le Ché et Fidel Castro.
Ils décident de former le groupe et d’enregistrer un album en 1965. Ils resteront neuf ans à Cuba et gagneront une certaine notoriété au fil des tournées et des passages dans les médias. Ils devront rentrer en 1973 après un coup d’État survenu 5 ans plutôt dans leur pays d’origine, mettant fin au rapprochement entre les deux pays.
À leur retour, le groupe se sépare dans un premier temps. Le domaine de la culture n’est pas la priorité du gouvernement, certains membres partent à l’étranger pour enseigner la musique ou pour continuer leur carrière. D’autres décident de rester et d’essayer d’enseigner ce qu’ils ont appris.

## Fiche technique
- Titre : Africa Mia, la fabuleuse histoire des Maravillas de Mali
- Réalisation : Richard Minier et Edouard Salier
- Scénario : Richard Minier, Pascal Blanchard et Jean-Philippe Bodin
- Photographie : Richard Minier, Emmanuel Cyriaque, Édouard Salier, Julien Meurice
- Son : Evelio Manfred Gay Salinas
- Montage : Julien Perrin
- Producteurs : Michael Grassi, Naëlle Samri, Toufik Ayadi, Christophe Barral, Richard Minier
- Sociétés de production : Universal Music France, SRAB Films et Heavy Surf
- Société de distribution : New Story
- Pays de production :   France
- Langue originale : Français
- Genre : Film documentaire
- Durée : 78 minutes
- Dates de sortie : 
  - France : 16 septembre 2020
  - USA : Avril 2021
  - VOD : 2021

## Membres du groupe
- Boncana Maïga
- Aliou Traore
- Dramane Koulibaly
- Harouna Barry
- Khalilou Traoré
- Moustapha Sakho
- Omar Santiago
- Salif Traoré
- Tapo Bah

## Récompenses et distinctions
Le documentaire reçoit les distinctions et nominations suivantes :
- Prix coup de cœur du Film de l'Académie Charles Cros 2021[4]
- Prix Mention Spéciale aux Escales Documentaires, Festival International de la création documentaire de la Rochelle 2020[5]
- Prix Sacem du documentaire musical 2019[5]
- Coup de Coeur du Festival du Film Francophone d'Angoulême en août 2020[6]

Sélection dans les festivals suivants 2019 et 2020: Lussas, Cracovie,Trinidad & Tobago...

## Œuvres liées au film
Le projet fait l'objet d'une exposition aux Rencontres d'Arles en 2016 sous le nom Swinging Bamako, on y retrouve des clichés des membres du groupe lors de leur passage à Cuba.  L’exposition est reprise au Théâtre de la Ville à Paris en juillet 2021 dans le cadre de la saison Africa 2020 sous le nom Bal de Bamako.
Le disque enregistré avec les artistes cubains lors du retour de Boncana Maïga à Cuba sort chez Decca Records/UMG en 2019. Une tournée en Europe et en Afrique est organisée entre 2018 et 2019 co-produit par Olympia Prod,.